# Dudu Fisher
Dudu Fisher, pseudonimo di David Fisher (in ebraico דודו פישר‎?; Petah Tiqwa, 18 novembre 1951), è un attore teatrale, cantante e chazzan israeliano.

## Biografia
Figlio di un sopravvissuto della shoah, Fisher ha cominciato a studiare come chazzan all'età di ventidue anni dopo i tre anni di servizio militare. Ha studiato canto alla Tel Aviv Academy of Music, prima di essere assunto come hazan alla Grande Sinagoga di Tel Aviv. Nel corso della sua carriera come cantore ebraico, Dudu Fisher è stato invitato a cantare in numerose sinagoghe intorno a mondo, tra cui quattro anni passati in Sudafrica, la sinagoga di New York a Manhattan e la sinagoga di Westhampton Beach.
Nel 1986, senza nessuna esperienza attoriale, fece un'audizione per la prima israeliana del musical Les Misérables ed ottenne il ruolo principale di Jean Valjean, che continuò ad interpretare in Israele dal 1987 al 1990. Nel 1993 Fisher tornò ad interpretare Jean Valjean a Broadway, diventando il primo attore che - in quanto ebreo ortodosso - non recitave durante le repliche del venerdì e del sabato. La performance di Fisher fu accolta entusiasticamente dalla critica e dal pubblico newyorchese e Fisher tornò ad interpretare Jean Valjean anche nel West End londinese nel 1995. Durante le repliche di Les Misérables a Londra, Dudu Fisher interpretò Jean Valjean di fronte alla regina Elisabetta II.
Nel 1998 doppiò il ruolo di Mosé nella versione in lingua ebraica de Il principe d'Egitto, mentre nello stesso anno tornò a recitare a New York con lo one man show Never on Friday, in scena nell'Off Broadway. Noto per il suo timbro tenorile, Fisher ha cantato con l'Orchestra filarmonica d'Israele, l'Orchestra Sinfonica di Baltimora e l'Orchestra Sinfonica di Londra, mentre nel 2009 ha cantato con David D'Or per Benedetto XVI durante una visita papale in Israele.
Fisher è sposato con la sua agente Revital e la coppia ha avuto un figlio, nato nel giugno 2016.

## Discografia parziale
- Hatikvah (2005)
- Lehitei Yiddish Beivrit (Yiddish hits in Hebrew) (2005)
- Coming to America (2004)
- Prayers On Broadway (2003)
- Songs Of My Heart (2002)
- Mamenyu (2001)
- Odecha (1999)
- L'tav Ulchayim V'lishlam (For Good, For Life & For Peace) (1997)
- Never On Friday (1996)
- Az Yashir David (1996)
- Beshem Hashem (In God's Name) (1994)
- Showstoppers (1994)
- The Malavsky Family Songs (1993)
- Mamma Loshon (Mother Tongue) (1992)
- Velvet Tiger (1992)
- Golden Chasidic Song (1992)
- Gift (1992)
- Tonight, A Musical (1991)
- Stairways To Heaven (1990)
- Over the Rainbow (1989)
- Yiddishkeit (1988)
- Elokai Neshama (1985)
- Golden Yiddish Favorites (1985)

## Filmografia parziale

### Televisione
- La famiglia dei diamanti (Diamonds) - serie TV, 8 episodi (2023)[5]

## Doppiatori italiani
Nelle versioni in italiano delle opere in cui ha recitato, Dudu Fisher è stato doppiato da:
- Edoardo Siravo ne La famiglia dei diamanti[5]